# Héauville
Héauville település Franciaországban, Manche megyében. Lakosainak száma 462 fő (2022. január 1.). Héauville Helleville, Siouville-Hague, Teurthéville-Hague és La Hague községekkel határos.

## Népesség
A település népességének változása:
| Lakosok száma | 289  | 349  | 355  | 360  | 490  | 479  | 468  | 457  | 457  | 462  |
|               | 1968 | 1982 | 1990 | 2006 | 2013 | 2015 | 2017 | 2019 | 2020 | 2022 |